# Корфеликс
Корфеликс (фр. Corfélix) насеље је и општина у североисточној Француској у региону Шампањ-Арден, у департману Марна која припада префектури Еперне.
По подацима из 2011. године у општини је живело 104 становника, а густина насељености је износила 12,58 становника/km². Општина се простире на површини од 8,27 km². Налази се на средњој надморској висини од 200 метара.

## Демографија
| 1962. | 1968. | 1975. | 1982. | 1990. | 1999. | 2011. |
| ----- | ----- | ----- | ----- | ----- | ----- | ----- |
| 94    | 100   | 94    | 76    | 71    | 69    | 104   |

График промене броја становника у току последњих година